# Лисички (село)
Лиси́чки (до 1948 года Джага́-Баши́; укр. Лисички, крымскотат. Cağa Başı, Джагъа Башы) — исчезнувшее село в Красногвардейском районе Республики Крым, располагавшееся на северо-востоке района, в степной части Крыма, примерно в 2 км на запад от села Новопокровка и в 1,8 км северо-восточнее Новоникольского.

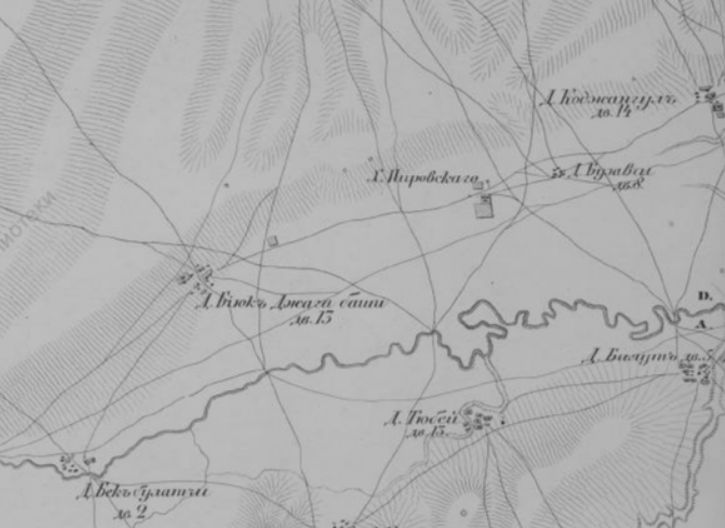
Биюк Джага-Баши на карте 1836 года

## История
Первое документальное упоминание села встречается в Камеральном Описании Крыма… 1784 года, судя по которому, в последний период Крымского ханства Гаджи Бешер входил в Кучук Карасовский кадылык Карасубазарского каймаканства. После присоединения Крыма к России (8) 19 апреля 1783 года, (8) 19 февраля 1784 года, именным указом Екатерины II сенату, на территории бывшего Крымского Ханства была образована Таврическая область и деревня была приписана к Перекопскому уезду. После Павловских реформ, с 1796 по 1802 год, входила в Перекопский уезд Новороссийской губернии. По новому административному делению, после создания 8 (20) октября 1802 года Таврической губернии, Джага-Баши был включён в состав Кокчора-Киятской волости Перекопского уезда.
По Ведомости о всех селениях в Перекопском уезде состоящих с показанием в которой волости сколько числом дворов и душ… от 21 октября 1805 года в деревне Джага-Баш числилось 15 дворов, 132 крымских татарина и 10 ясыров. На военно-топографической карте генерал-майора Мухина 1817 года деревня Биюк-Джага-Баши обозначена как Чага и Баши с 12 дворами. После реформы волостного деления 1829 года селение, согласно «Ведомости о казённых волостях Таврической губернии 1829 года», осталось в составе Кокчора-Киятской волости. На карте 1836 года в деревне 13 дворов. На карте 1842 года деревня обозначена условным знаком «малая деревня» (это означает, что в ней насчитывалось менее 5 дворов). Впоследствии, вследствие эмиграции татар, особенно массовой после Крымской войны 1853—1856 годов, в Турцию, деревня опустела совсем, и в документах второй половины XIX века упоминаний о ней не встречается. Вновь поселение, как хутор Тотанайской волости со смешанным немецко-русско-украинским населением, встречается в «…Памятной книжке Таврической губернии на 1900 год», согласно которой в Джага-Баши числилось 34 жителя в 6 домохозяйствах. По Статистическому справочнику Таврической губернии. Ч.II-я. Статистический очерк, выпуск пятый Перекопский уезд, 1915 год, на хуторе Джага-Баши (Г. А. Шеленберга) Тотанайской волости Перекопского уезда числился 1 двор с немецким населением в количестве 19 человек приписных жителей и 7 «посторонних», из которых 20 мужчин и 6 женщин. При хуторе числилось 824 десятины удобной земли. В хозяйстве имелось 12 лошадей, 100 волов, 9 коров и 5 голов мелкого скота.
После установления в Крыму Советской власти и учреждения 18 октября 1921 года Крымской АССР, в составе Джанкойского уезда был образован Курманский район, в состав которого включили село. В 1922 году уезды получили название округов. 11 октября 1923 года, согласно постановлению ВЦИК, в административное деление Крымской АССР были внесены изменения, в результате которых был ликвидирован Курманский район и село включили в состав Джанкойского. Согласно Списку населённых пунктов Крымской АССР по Всесоюзной переписи 17 декабря 1926 года, на хуторе Джага-Баши и в совхозе Ново-Никольский Новопокровского сельсовета Джанкойского района, числилось 6 дворов, все крестьянские, население составляло 15 человек, из них 7 русских, 4 украинца и 4 немца. Постановлением Президиума КрымЦИКа «Об образовании новой административной территориальной сети Крымской АССР» от 26 января 1935 года был создан немецкий национальный (лишённый статуса национального постановлением Оргбюро ЦК КПСС от 20 февраля 1939 года) Тельманский район (с 14 декабря 1944 года — Красногвардейский) и село включили в его состав.
После освобождения Крыма от фашистов, 12 августа 1944 года было принято постановление № ГОКО-6372с «О переселении колхозников в районы Крыма» по которому в район из областей Украины и России переселялись семьи колхозников, а в начале 1950-х годов последовала вторая волна переселенцев из различных областей Украины. С 25 июня 1946 года Джага-Баши в составе Крымской области РСФСР. Указом Президиума Верховного Совета РСФСР от 18 мая 1948 года Джага-Баши переименовали в деревню Лисички. 26 апреля 1954 года Крымская область была передана из состава РСФСР в состав УССР. Время включения в Ровновский сельсовет пока не установлено: на 15 июня 1960 года село уже числилось в его составе. Ликвидировано к 1968 году (согласно справочнику «Крымская область. Административно-территориальное деление на 1 января 1968 года» — в период с 1954 по 1968 годы), как село Ровновского сельсовета.